# ハワード・アレグザンダー・スミス
ハワード・アレグザンダー・スミス（英語: Howard Alexander Smith、1880年1月30日 - 1966年10月27日）は、アメリカ合衆国の弁護士、政治家。共和党所属。ニュージャージー州選出のアメリカ合衆国上院議員（1944年 - 1959年）。コロラド州選出のアメリカ合衆国上院議員（1963年 - 1975年）を務めたピーター・H・ドミニクのおじにあたる。

## 生涯

### 生い立ち
ニューヨーク市にて、医師、教師のエイブラム・アレグサンダー (Abram Alexander) とスー・レーン・スミス（Sue Lehn Smith、旧姓ベンダーBender）との間に出生。ニューヨーク州のカトラー学校に通い、ニュージャージー州のプリンストン大学に進学。プリンストンでは法学と政治学を学び、またウッドロウ・ウィルソンの下で英国慣習法を学んだ。1901年に卒業して文学士を授与され、1904年にコロンビア大学法科大学院から法学士を授与された。
コロンビア大在学中に知り合ったヘレン・ドミニク (Helen Dominick) と1902年に結婚し、1男2女を儲けた。

### 初期の職歴
1904年にニューヨーク州弁護士会への入会を許可されてニューヨーク市で開業し、法律扶助協会 (Legal Aid Society) に勤務。健康を害してコロラド州コロラド・スプリングスに移住し、同地で弁護士業を1917年まで続けた。第一次世界大戦中、コロラド州で、のちワシントンD.C.で、食品局に勤務。1919年にニュージャージー州へ移り、1920年から1927年までプリンストン大学の事務局長（学長補佐）。のちプリンストン大学政治学部の講師（1927年 - 1930年）を務め、国際関係と対外政策を教えた。
彼はニュージャージー州に居住する一方、ニューヨーク市で弁護士業を再開した。州の政治に積極的に関わり、1933年にニュージャージー共和党政策評議会の設立い尽力し、1934年にはニュージャージー共和党州委員会の会計係に任命された。のち共和党州委員会委員長に選ばれ、共和党全国委員会委員（1942年 - 1943年）を務めた。

### 連邦上院
連邦上院議員W・ウォーレン・バーバーの死去に伴い実施された、1947年1月3日までの会期の欠員を埋める補欠選挙に共和党から立候補し、1944年11月7日に当選した。
その後1946年と1952年に再選され、在職期間は1944年12月7日から1959年1月3日までとなった。上院労働福祉委員会委員長を務め（1953年 - 1955年）、合衆国政府が広報外交を行う際の条件を規定した「スミス＝ムント法」を共同で起草した。1958年の総選挙には再指名されなかったが、外交問題担当の国務長官特別顧問を1959年から1960年まで務めた。
1966年、プリンストンにて86歳で死去。プリンストン墓地に葬られた。